# Stanislav Varga
Stanislav Varga (* 8. října 1972 Lipany) je bývalý slovenský fotbalový obránce a reprezentant, v současnosti fotbalový trenér.
Mimo Československo (resp. Slovensko) hrál na klubové úrovni v Anglii a Skotsku.

## Klubová kariéra
Hrál za Tatran Prešov, ŠK Slovan Bratislava, Sunderland AFC, West Bromwich Albion FC, Celtic Glasgow a Burnley FC. V evropských pohárech nastoupil ve 22 utkáních. Vítěz 1. slovenské ligy 1998/99 (se Slovanem Bratislava) a vítěz 1. skotské ligy 2004 a 2006 (s Celtikem).

## Reprezentační kariéra
Za A-reprezentaci Slovenska nastoupil v letech 1997-2006 v 54 utkáních a dal 2 góly (portál RSSSF.com uvádí 55 zápasů a dva góly).

### Reprezentační zápasy a góly
Zápasy Stanislava Vargy za slovenské reprezentační A-mužstvo
| Rok    | Zápasy | Góly |
| ------ | ------ | ---- |
| 1997   | 2      | 0    |
| 1998   | 9      | 0    |
| 1999   | 12     | 0    |
| 2000   | 7      | 0    |
| 2001   | 9      | 0    |
| 2002   | 0      | 0    |
| 2003   | 1      | 0    |
| 2004   | 6      | 1    |
| 2005   | 6      | 0    |
| 2006   | 2      | 1    |
| Celkem | 54     | 2    |

Góly Stanislava Vargy za slovenské reprezentační A-mužstvo
| Gól | Datum        | Stadion                                        | Soupeř   | Skóre (min.) | Výsledek | Soutěž                   |
| --- | ------------ | ---------------------------------------------- | -------- | ------------ | -------- | ------------------------ |
| 010 | 28. 4. 2004  | Stadion Valerije Lobanovského, Kyjev, Ukrajina | Ukrajina | 01:1 0(65.)  | 1:1      | přátelský zápas          |
| 02  | 11. 10. 2006 | Tehelné pole, Bratislava                       | Německo  | 01:3 0(58.)  | 1:4      | kvalifikace na EURO 2008 |